# Klondike Gold Rush National Historical Park
Klondike Gold Rush National Historical Park – narodowy park historyczny o powierzchni 53,38 km², zlokalizowany na Alasce i w stanie Waszyngton, USA, na terenie miast: Skagway i Seattle.
Dla upamiętnienia wydarzeń, które nastąpiły po odkryciu złota przez Skookum Jima, zwanych gorączką złota nad Klondike (1896–1903) w 1969 roku rządy Stanów Zjednoczonych i Kanady zadeklarowały chęć utworzenia narodowego parku historycznego na ówcześnie złotodajnych terenach. W 1976 powstała amerykańska część parku, a w 1998 połączono ją z kanadyjskim parkiem – ang. Chilkoot Trail.

## Źródła internetowe
- Narodowy park historycznego gorączki złota nad Klondike (Seattle)
- Kanadyjska część parku
- Dawson. pc.gc.ca. [zarchiwizowane z tego adresu (2004-10-26)].
- Rzeka Yukon. chrs.ca. [zarchiwizowane z tego adresu (2011-01-06)].
- Lokalizacja Skagway
- Lokalizacja Seattle